# Berovo
Berovo (en macédonien : Берово) est une commune et une ville de l'est de la Macédoine du Nord, située à 160 km de la capitale, Skopje, et à une dizaine de kilomètres de la frontière bulgare. La commune fait 598,07 km2 et comptait 13 941 habitants en 2002. La ville de Berovo en elle-même comptait alors 7 002 habitants, le reste de la population étant réparti dans les villages alentour.
Berovo est entourée par les communes de Novo Selo, Bosilovo, Vasilevo, Radoviš, Vinica, Delčevo et Pehčevo, ainsi que par la Bulgarie.

## Géographie

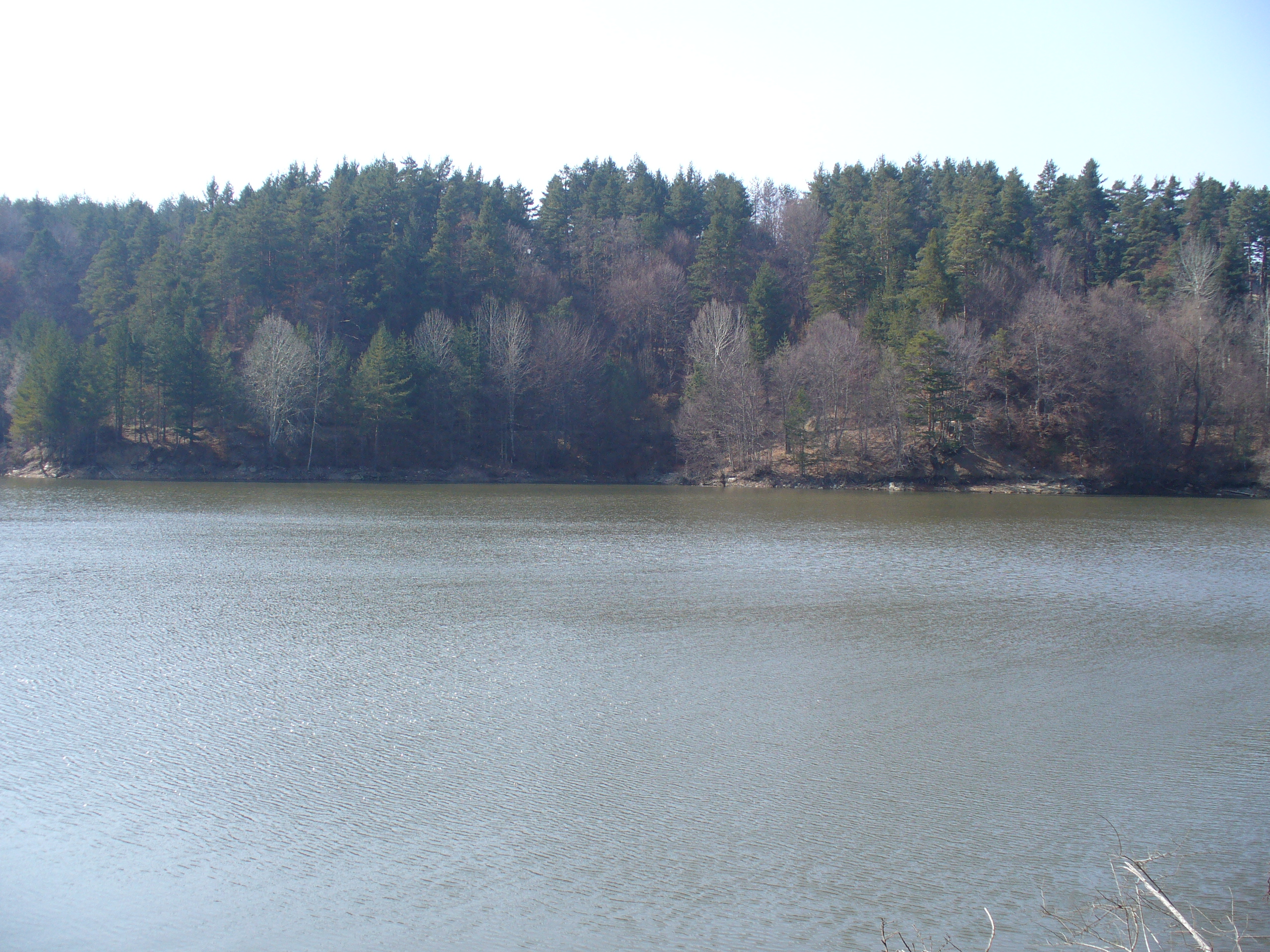
Le lac de Berovo.

La commune de Berovo se trouve à l'extrémité orientale de la Macédoine du Nord, au pied de la montagne de Maléchévo, qui marque la frontière avec la Bulgarie. Elle possède un relief prononcé, sauf dans sa partie centrale, qui se trouve dans la vallée de Maléchévo, dans laquelle coule la Bregalnica. Le territoire de Berovo est surtout couvert de forêts. La commune possède également le lac de Berovo, qui fait 0,57 km2 et a été créé par un barrage en 1970.
En plus de la ville de Berovo, la commune compte plusieurs villages. Il s'agit de Boudinartsi, Vladimirovo, Dvorichté, Matchevo, Mitrachintsi, Ratevo, Roussinovo et Smoymirovo.

## Administration
La commune est administrée par un conseil élu au suffrage universel tous les quatre ans. Ce conseil adopte les plans d'urbanisme, accorde les permis de construire, il planifie le développement économique local, protège l'environnement, prend des initiatives culturelles et supervise l'enseignement primaire. Le conseil compte 15 membres.
Le pouvoir exécutif est détenu par le maire, lui aussi élu au suffrage universel. Depuis 2009, le maire de Berovo est Dragi Nadzinski, né en 1958.

## Démographie
Lors du recensement de 2002, la commune comptait :
- Macédoniens : 13 335 (95,67 %) ;
- Roms : 459 (3,29 %) ;
- Turcs : 91 (0,65 %) ;
- Serbes : 20 (0,14 %) ;
- Valaques : 6 (0,04 %) ;
- Bosniaques : 3 (0,02 %) ;
- autres : 27 (0,19 %).

## Culture et tourisme
Les deux institutions culturelles de Berovo sont la Maison de la Culture Dimitar Berovski et le musée local, qui se trouve dans un bâtiment à l'architecture traditionnelle.
Le principal lieu touristique de la commune est le village de vacances d'Ablanica, qui compte environ 130 résidences secondaires. Il se trouve dans la forêt, à deux kilomètres de la ville de Berovo, et il est entouré de chemins pédestres.

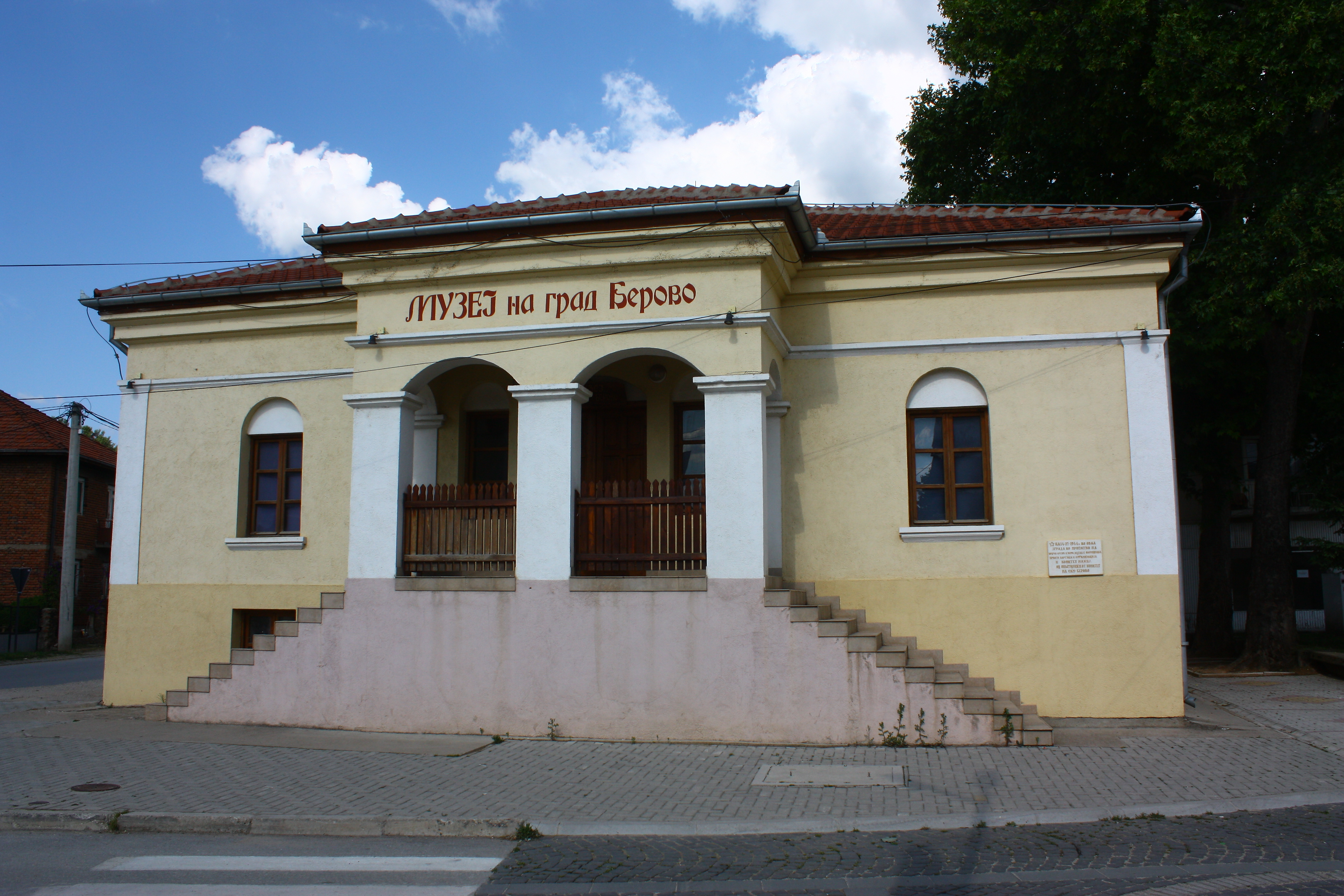
Le musée local.
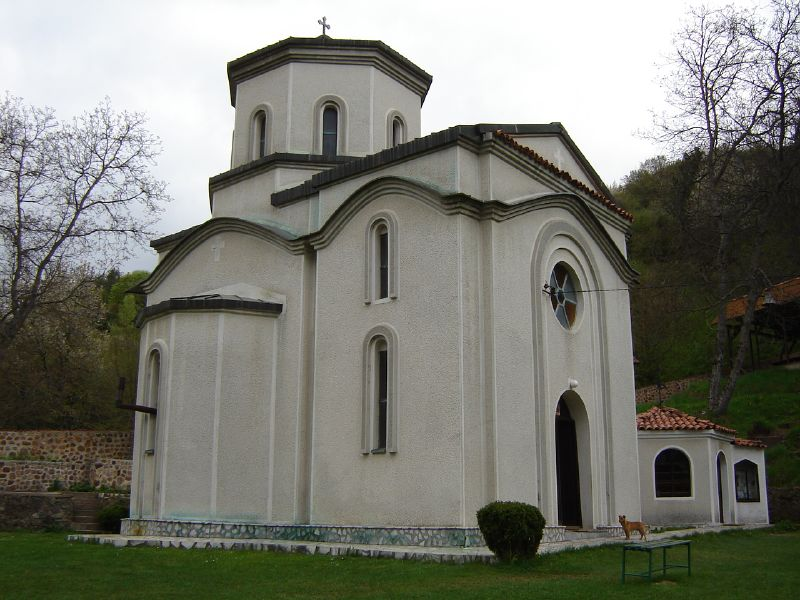
L'église de l'Assomption.
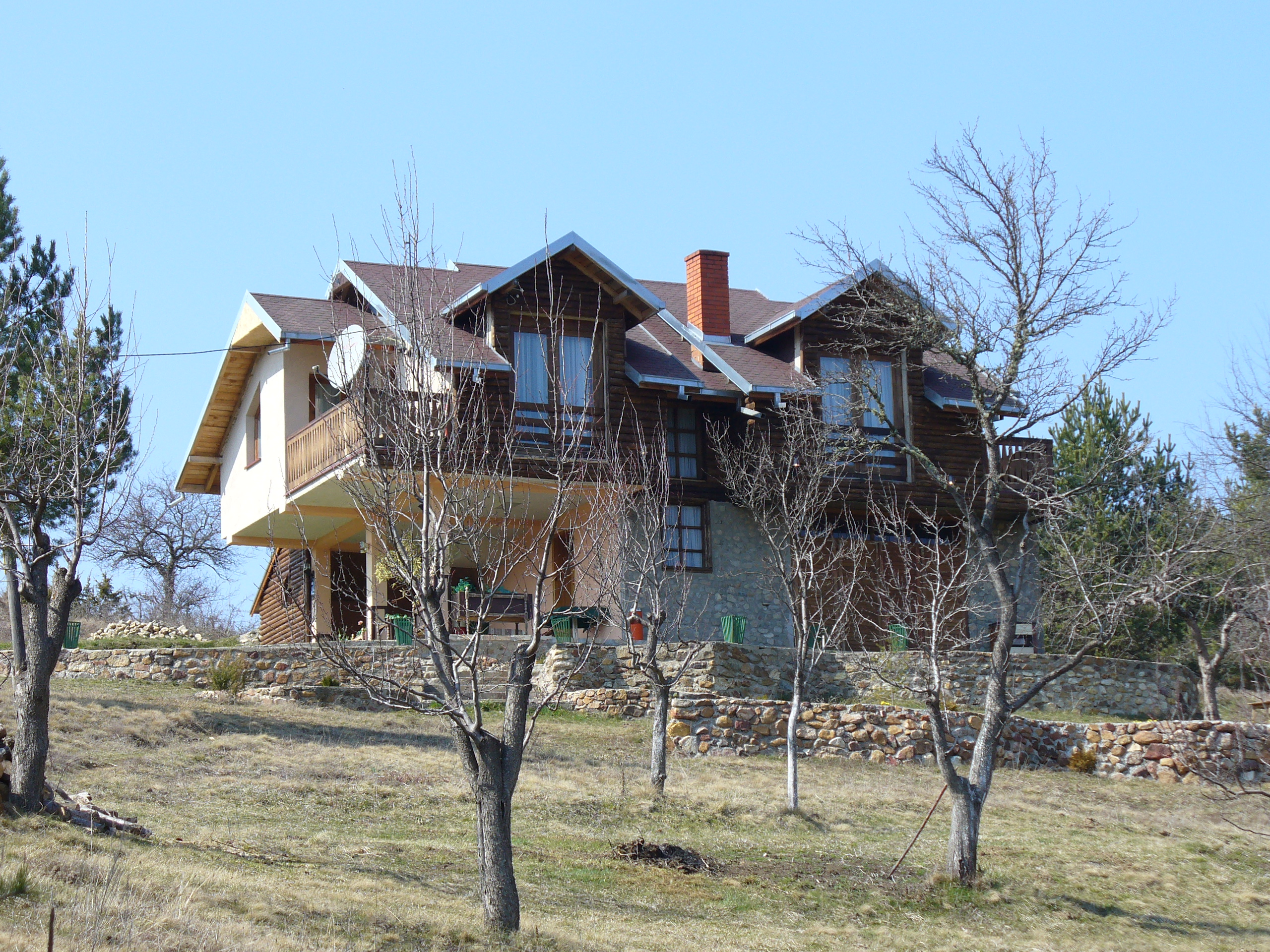
Une villa à Berovo.